# (1003) Lilofee
(1003) Lilofee ist ein Asteroid des Hauptgürtels, der am 13. September 1923 vom deutschen Astronomen Karl Wilhelm Reinmuth in Heidelberg entdeckt wurde.
Der Name des Asteroiden ist abgeleitet von einer Figur aus dem Volkslied Die schöne junge Lilofee.